# Бард Петро
Бард (Бардецький) Петро (англ. Peter Bard, 26 листопада 1927, Бучач або с. Малі Заліщики, тепер Бучацького району Тернопільської області) — український галицький педагог, громадський діяч.
Від 1954 року — громадянин США. Здобував освіту в університеті штату Огайо (бакалавр, 1960) і коледжі Мірлбері (мистецтвознавець, 1965).
Від 1961 року викладав математику у вищій школі міста Дайтон.
Президент Українського навчального клубу Огайського університету (1958–1960), член Національної ради вчителів математики, Дайтонського об'єднання вчителів. Співав у Клівлендському українському хорі.